# Осцилістор
Осцилістор — напівпровідниковий прилад, що складається з напівпровідникового зразка, через який протікає електричний струм, поміщений в магнітне поле і опір навантаження, під'єднаний послідовно з джерелом електричного живлення. 

## Історія
Вперше назву осцилістор ввів Ларрабі і Стілом у праці «осцилістор - новий тип напівпровідникового осцилятора». Назва пов'язана з тим, що цей напівпровідниковий прилад генерує високочастотні електричні коливання, за формою близькі до синусоїдальних. В основі роботи приладу лежить явище гвинтової нестійкості електронно-діркової плазми. Це явище в напівпровідниках було відкрито Ю. Л. Івановим і С. М. Ривкіним у 1957 році, які проводили досліди зі зразком, виготовленим із германію у вигляді стрижня з поперечним перерізом 1,5×1.5 мм і довжиною 8 мм з омічними контактами на кінцях. Вид вольт-амперних характеристик мало відрізняється від лінійного. При кімнатній температурі через зразки пропускався постійний струм. Коливання струму реєструвалися як коливання напруги на опорі, ввімкненому послідовно зі зразком. Виникнення коливань мало пороговий характер: при заданому магнітному полі В коливання виникали тільки при визначеному струмі через зразок, а при заданому струмі - лише починаючи з певного мінімального значення Bmin ~ 1 Тл.

## Принципи роботи
При досить суворій паралельності вектора магнітної індукції напрямку струму, що протікає коливання були близькі до синусоїдальної форми і мали частоту 10-15 кГц. При відхиленні від цієї паралельності на кут 10 градусів коливання сильно спотворювалися за формою і зменшувалися по амплітуді. Зниження температури зразків збільшувало амплітуду і частоту коливань, а їх інтенсивне висвітлення призводило до зриву коливань. Полірування поверхні зразків в перекисі водню сприяло виникненню коливань. Збільшення струму вище граничного значення, при заданому магнітному полі збільшувало амплітуду і частоту коливань. Аналогічно, збільшення магнітного поля вище Bmin при заданому струмі також збільшувало амплітуду і частоту коливань, але слабіше, ніж при зміні постійного струму через зразок. 
Таким чином, характер коливань залежав від цілого ряду чинників. Але у всіх випадках збільшення або зменшення амплітуди коливань, пов'язаної з будь-якою з умов досліду, призводило відповідно до збільшення або зменшення їх частоти. 
Коливання струму в умовах, аналогічних описаним у роботі, спостерігалися пізніше в антимоніді індію в режимі інжекції і в режимі ударної іонізації.
Значний обсяг робіт з гвинтової нестійкості в напівпровідниках, опублікований до початку 1990-х років, в основній своїй частці присвячений закономірностям розвитку ГН в германієвих зразках. Кремній, що є базовим матеріалом сучасної електроніки, вигідно відрізняється від германію в практичному плані. Параметри поверхні кремнію більш стабільні в часі за рахунок природного нарощування оксиду SiOx (x = 1,2), крім того, розроблені надійні методи штучного захисту поверхні кремнієвих структур. Саме завдяки нестабільності властивостей поверхні германію, прилади на основі ГН в германію мали нестабільні в часі параметри. Завдяки більш широкій забороненій зоні робоча температура кремнієвих діодів вища, ніж германієвих. Певні практичні вигоди, що очікуються від кремнієвих приладів з гвинтовою нестійкістю, роблять актуальними дослідження гвинтової нестійкості в кремнії. 
Для практичного застосування необхідні кремнієві структури в формі стрижнів, що мають мінімальну відстань dz між кінцевими інжекторними контактами. Чим менше dz, тим менший магнітний зазор в системі малогабаритних постійних магнітів, в які вміщується напівпровідникова структура, тим більше значення B і тим ширше температурний діапазон роботи осцилісторного приладу і вище значення частоти і амплітуди осцилісторної генерації при заданій напрузі на осцилісторі. 
Детальне дослідження кремнієвих осцилісторів з набором різних довжин в широкому інтервалі температур від 77К до 370 К і в широкому інтервалі магнітних полів від 0 до 3,5 Тл вперше проведено в циклі експериментальних досліджень П. Н. Дробота, виконаних в Томському державному університеті під загальним керівництвом і при науковому обговоренні професора В. І. Гамана.